# Łososina Dolna (gmina)
Pour la localité, voir Łososina Dolna.
Łososina Dolna est une gmina rurale du powiat de Nowy Sącz, Petite-Pologne, dans le sud de la Pologne. Son siège est le village de Łososina Dolna, qui se situe environ 15 km au nord de Nowy Sącz et 81 km au sud-est de la capitale régionale Cracovie.
La gmina couvre une superficie de 84,31 km2 pour une population de 9 814 habitants.

## Géographie
La gmina inclut les villages de Białawoda, Bilsko, Łęki, Łososina Dolna, Łyczanka, Michalczowa, Rąbkowa, Skrzętla-Rojówka, Stańkowa, Świdnik, Tabaszowa, Tęgoborze, Witowice Dolne, Witowice Górne, Wronowice, Zawadka, Żbikowice et Znamirowice.
La gmina borde les gminy de Chełmiec, Czchów, Gródek nad Dunajcem, Iwkowa, Laskowa et Limanowa.